# 容量瓶

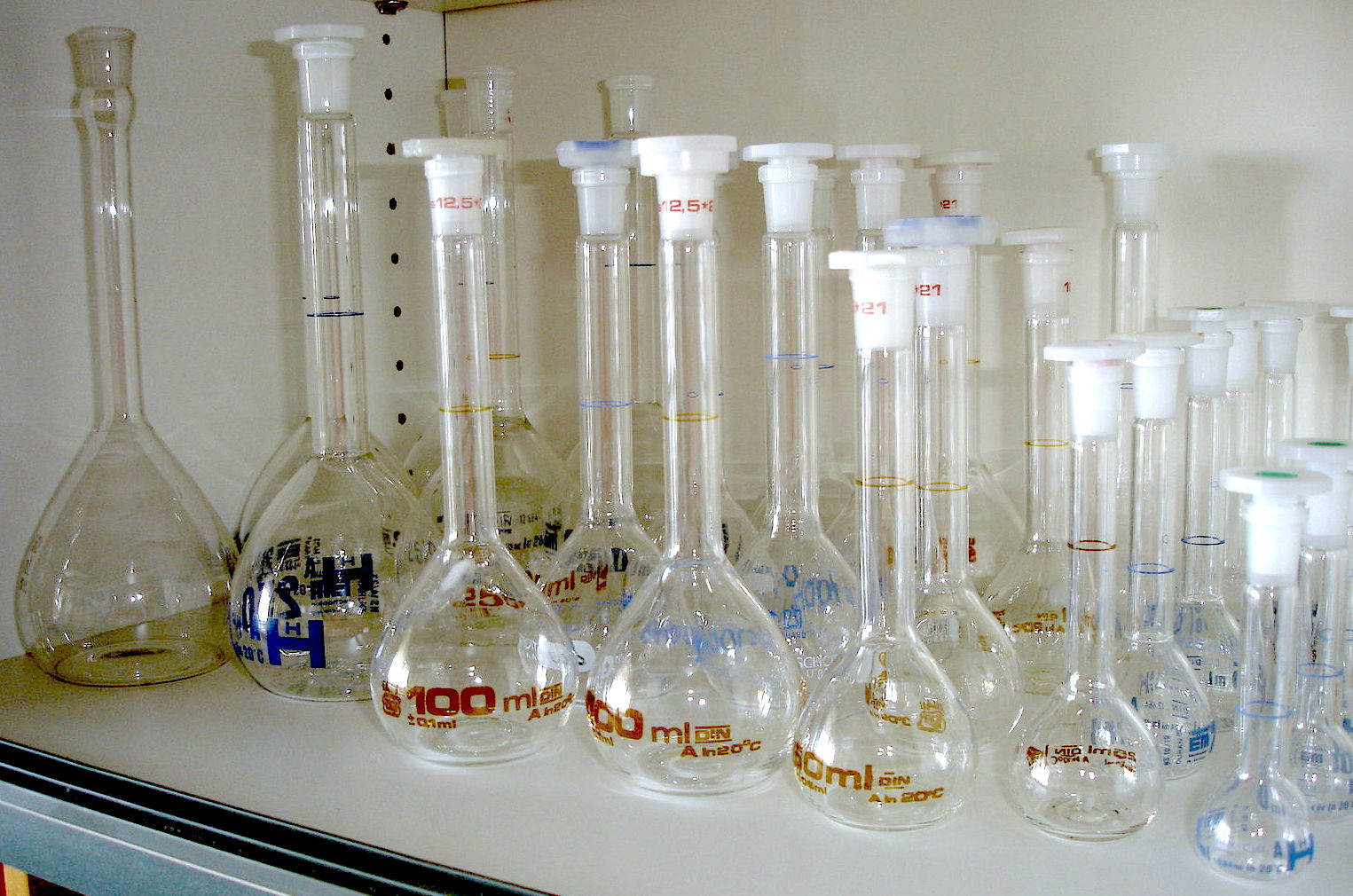
各种大小的容量瓶

定量瓶（Volumetric flask）是实验室中用于精确配制一定物质的量浓度的溶液的玻璃或塑膠仪器。
定量瓶通常是透明的，但有些用於處理光敏化合物（如硝酸银和维生素A）的定量瓶可能是棕色的。定量瓶又称量瓶、当量瓶、容量瓶。

## 外观
容量瓶是细颈、梨形的平底玻璃瓶，瓶口配有磨口玻璃塞或塑料塞。磨口玻璃塞与瓶身配套，用细线拴在一起。不同容量瓶(即使是相同规格的)的瓶塞不能混用。混用可能导致使用时漏液。瓶身标有体积和温度。颈部有刻度线，表示在标注的温度下，当液体的凹液面与该刻度线相切时，溶液的体积与瓶上标注的体积相等（特指量入式容量瓶）。常用的容量瓶规格有25毫升、50毫升、100毫升、250毫升、500毫升和1000毫升。

### 容量瓶的规格及参考尺寸[2]
| 标称容量/mL | 瓶颈直径/mm | 瓶体直径/mm | 瓶底直径/mm | 全高/mm |
| ----------- | ----------- | ----------- | ----------- | ------- |
| 5           | 10          | 23          | 16          | 75      |
| 10          | 10          | 28          | 20          | 90      |
| 25          | 11          | 38          | 26          | 100     |
| 50          | 13          | 48          | 32          | 140     |
| 100         | 16          | 60          | 40          | 170     |
| 200         | 19          | 75          | 50          | 210     |
| 250         | 19          | 80          | 55          | 220     |
| 500         | 22          | 100         | 70          | 270     |
| 1000        | 25          | 127         | 80          | 320     |
| 2000        | 30          | 158         | 105         | 380     |

## 使用步骤
1. 选择合适的容量瓶。
2. 检查容量瓶是否漏液。
  1. 在容量瓶中注入少量蒸馏水。
  2. 盖上塞子后将容量瓶倒置。
  3. 将塞子转过180度后盖上。
  4. 经过步骤2-3，没有液体漏出则可以使用。
3. 溶解
  1. 通过计算求得配制所需物质的量浓度溶液所需的溶质质量，取出该质量的溶质。
  2. 将溶质在烧杯中加蒸馏水溶解(需要注意不同溶质溶解时的操作规范)。待溶液恢复至室温。
  3. 将该溶液用玻璃棒转移到容量瓶里，再用蒸馏水洗涤烧杯4-5次，洗涤的液体也需要转移到容量瓶里。
4. 定容
  1. 逐渐向容量瓶里加水，到液面距刻线2-3cm处。
  2. 改用胶头滴管继续滴加水，直到凹液面刚好触及刻度线。
5. 塞紧瓶塞，适度摇晃容量瓶以使溶液混合均匀。
6. 将配制好的溶液转移到保存溶液的试剂瓶中。

## 注意事項
1. 因定量瓶器壁極薄，不宜将較大顆磁石之放進定量瓶内。否則定量瓶容易被敲破。

2. 不宜用明火加热定量瓶，以免器壁熔化變形。

3. 加蒸餾水時超過刻線時，須重新配製。

4. 定量瓶混合溶液時，先將瓶蓋蓋緊，一手握緊瓶蓋另一手抓住瓶底，將瓶身倒立後瓶底向左右搖十下後再將瓶身轉正，重複十次即可將溶液混勻。當使用1L以上之定量瓶進行混合時，要注意避免長時間操作，以免手腕扭傷。若瓶身太大太重提不動時，建議放入較輕的磁石用電磁攪拌器來攪拌混合。

5. 定量器皿最有效率的乾燥溫度為110 - 150 °C，這個溫度並不會對於器皿的容量準確度有影響。

6. 為避免高溫燙傷手部，可訂製不鏽鋼支架，將剛洗好的定量瓶倒置後放入烘箱，使用50-105°C的溫度烘約一小時後即乾。